# Iglesia de Santa María Magdalena (Mondéjar)
La iglesia parroquial de Santa María Magdalena es un templo católico situado en la localidad española de Mondéjar, perteneciente a la provincia de Guadalajara, en la comunidad autónoma de Castilla-La Mancha.

## Historia y características
Fue un proyecto iniciado hacia 1516 del arquitecto Cristóbal de Adonza, mezcla de los estilos gótico y renacentista, y finalizado por su hijo Nicolás encargado al primero por el II marqués de Mondéjar y III conde de Tendilla, Luis Hurtado de Mendoza y Pacheco, hijo del «Gran Tendilla», Íñigo López de Mendoza y Quiñones. Cuenta con una planta de 4 naves y una portada de estilo plateresco.
La iglesia poseía un magnífico retablo del siglo XVI, diseñado por Alonso de Covarrubias, al que dio volumen el artista granadino Juan Correa de Vivar. El retablo mayor resultó destruido durante la última guerra civil y recreado por suscripción popular a finales del siglo XX. En el emplazamiento del original se puede disfrutar una copia exacta, hecha por el taller de imaginería de arte Martínez de Horche y el pintor Rafael Pedrós, que difícilmente se distinguiría del destruido.
La iglesia parroquial fue declarada monumento histórico-artístico —antecedente de la figura de bien de interés cultural— el 3 de junio de 1931.